# Sant Pere de Riudebitlles
Sant Pere de Riudebitlles település Spanyolországban, Barcelona tartományban. Lakosainak száma 2497 fő (2024).

## Földrajza
Sant Pere de Riudebitlles Cabrera d’Anoia, Torrelavit, Sant Quintí de Mediona és Mediona községekkel határos.

## Népesség
A település lakosságának változását az alábbi diagram mutatja:
| Lakosok száma | 164  | 1623 | 1522 | 1577 | 2176 | 2112 | 2376 | 2364 | 2368 | 2497 |
|               | 1717 | 1887 | 1936 | 1960 | 1986 | 2004 | 2009 | 2014 | 2019 | 2024 |